# بلا باگراتونی
بلا یغیشی باگراتونی (ارمنی: Բելա Եղիշի Բագրատունի؛ انگلیسی: Bella Bagratouni؛ زادهٔ ۱۴ مهٔ ۱۹۴۲) زیست‌شناس، آسیب‌شناسی، فیزیولوژی و مخترع اهل ارمنستان است.

## زندگی‌نامه
وی در ۱۴ مهٔ ۱۹۴۲ در لنیناکان به دنیا آمد و از انستیتو دام‌پروری و دام‌پزشکی ایروان (۱۹۶۴) فارغ‌التحصیل گشت. 

## یادداشت
1. ↑  կենսաբանական գիտությունների դոկտոր